# But en argent
Au football, le but en argent servait à départager deux équipes pour décider du vainqueur au cours d'une prolongation de deux fois 15 minutes. Mais contrairement au but en or, qui lui faisait remporter la victoire quand un but était marqué, là il fallait que l'une des deux équipes mène au score au terme de la première période de cette prolongation pour remporter le match. S'il y a toujours égalité, la seconde période commençait. Mais dans le cas où le résultat serait toujours nul, la série des tirs au but débutait pour déterminer le gagnant.

## Histoire
Le but en argent a été introduit par l'UEFA sur certaines compétitions par décision du 15 mars 2002, avant d'être supprimé après l'Euro 2004 à la suite d'une enquête auprès des fédérations qui préféraient le retour à la prolongation en entier suivie éventuellement de la série de tirs au but.
En match international, seules trois rencontres de l’Euro 2004 (Portugal-Angleterre, Suède-Pays-Bas et Grèce-Tchéquie) allèrent aux prolongations et utilisèrent ce règlement. Mais dans les deux premiers matchs (deux quarts de finale), aucun but ne fut marqué dans la première prolongation, 30 minutes de prolongation furent donc jouées comme traditionnellement.
Le but en argent ne fut donc utilisé que lors de la demi-finale de l'Euro 2004 au Portugal opposant la Grèce à la République Tchèque (1-0 après prolongation). Il s'agit de sa seule et unique application dans l'histoire du football dans un match international.
En compétition de clubs, les exemples sont plus nombreux. Dans les Coupes d’Europe des clubs notamment :
- le 27 août 2003, le club néerlandais de l’Ajax s’est qualifié pour la phase de groupes de la Ligue des Champions grâce au but en argent contre le club autrichien du Grazer AK après 1-1 à l’aller et 1-1 au match retour après 90 minutes. Dans la première prolongation, Tomáš Galásek de l’Ajax marque sur pénalty et le match s'arrête ainsi après 105 minutes et la première prolongation en faveur des Néerlandais 2 buts à 1 ;
- le lendemain, le 28 août, au tour préliminaire de la Coupe UEFA, le club hongrois de Debrecen l’emporte au match retour 2 à 1 au bout de 105 minutes après un but dans la première prolongation de Péter Bajzát face au club lituanien d’Ekranas Panevėžys après 1 partout à l’aller.
- en mars 2004, en huitièmes de finale de la coupe UEFA, Valence se qualifie pour les quarts face au club turc de Gençlerbirliği par un but en argent de Vicente dans la première prolongation du match retour. 2 à 0 au retour pour Valence après 1 à 0 pour le club turc dans le match aller. Valence gagnera la compétition.